# (513008) 2017 UO46
(513008) 2017 UO46 es un asteroide perteneciente al cinturón de asteroides, descubierto el 13 de diciembre de 2010 por el equipo del Mount Lemmon Survey desde el Observatorio del Monte Lemmon, Arizona, Estados Unidos.

## Designación y nombre
Designado provisionalmente como 2017 UO46.

## Características orbitales
2017 UO46 está situado a una distancia media del Sol de 2,378 ua, pudiendo alejarse hasta 2,547 ua y acercarse hasta 2,209 ua. Su excentricidad es 0,070 y la inclinación orbital 7,751 grados. Emplea 1340,14 días en completar una órbita alrededor del Sol.

## Características físicas
La magnitud absoluta de 2017 UO46 es 17,38. 